# Tai Seng Vietnam
Tai Seng Vietnam是美國泰盛電視廣播公司擁有的一條以越南語廣播為主的頻道，該頻道主要以配上越南語發音而播放外購予亞洲各地所攝製的華語電視劇及電影。

## 外部連結
- 泰盛電視廣播公司相關網站[永久]（越南文）[]（英文）